# Boissano
Boissano ( Buintsàn o Boissan in ligure, Buinzan in dialetto locale) è un comune italiano di 2 570 abitanti della provincia di Savona in Liguria.

## Geografia fisica
Il territorio di Boissano è un centro agricolo situato tra le pendici del monte Ravinet (1061 m), tra i torrenti Varatella e Nimbalto.

## Storia

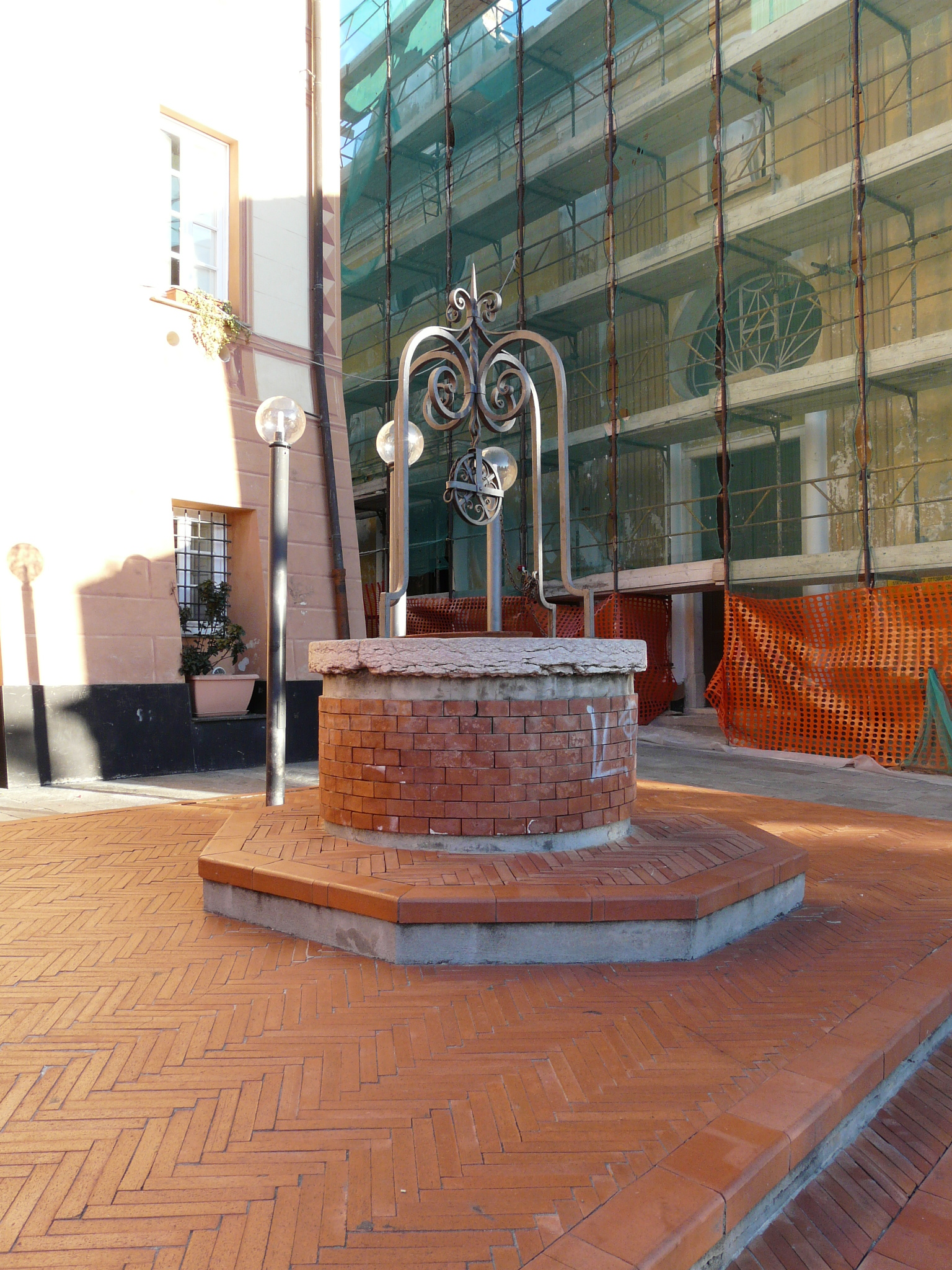
Pozzo pubblico davanti alla piazza del municipio

Secondo la tradizione storica e popolare la località di San Pietrino costituì il primo insediamento del territorio boissanese. Una zona quella di Boissano che in epoca medievale venne assoggettata al vicino feudo di Toirano e, assieme, sotto le dipendenze del vescovo di Albenga che delegò a rappresentanti e/o signorotti locali la diretta gestione del territorio. Nel corso del XIII secolo una serie di limitazioni imposte dal Comune di Albenga assottigliò di molto il potere vescovile e la stessa autonomia dei vari borghi di Boissano, Toirano, Loano, Pietra Ligure e Giustenice.
Fu un diploma papale di Urbano VI a cedere dal 1386 questa parte del territorio, con l'eccezione del feudo di Loano che divenne contea dei Doria, nelle dirette mani della Repubblica di Genova che incluse Boissano nella podesteria della Pietra - assieme a Toirano - dotando però il borgo di statuti e regolamenti per un'autonoma gestione amministrativa.
Con la dominazione francese il territorio di Boissano, staccatosi da Toirano in una autonoma municipalità, rientrò dal 2 dicembre 1797 nel Dipartimento della Maremola, con capoluogo Pietra, all'interno della Repubblica Ligure. Dal 28 aprile del 1798 fece parte del II cantone, con capoluogo Toirano, della Giurisdizione delle Arene Candide e dal 1803 centro principale del VI cantone della Maremola nella Giurisdizione di Colombo. Annesso al Primo Impero francese, il territorio di Boissano dal 13 giugno 1805 al 1814 fu inserito nel Dipartimento di Montenotte.
Nel 1815 fu inglobato nella provincia di Albenga del Regno di Sardegna, così come stabilì il Congresso di Vienna del 1814, e successivamente nel Regno d'Italia dal 1861. Dal 1859 al 1927 il territorio fu compreso nel VII mandamento di Loano del circondario di Albenga facente parte della provincia di Genova; nel 1927 con la soppressione del circondario ingauno passò, per pochi mesi, nel circondario di Savona e, infine, sotto la neo costituita provincia di Savona.
Nel 1929 il comune di Boissano viene soppresso e aggregato al comune di Toirano; al 1946 risale una nuova autonomia comunale.
Dal 1973 al 31 dicembre 2008 ha fatto parte della Comunità montana Pollupice e, con le nuove disposizioni della Legge Regionale n° 24 del 4 luglio 2008, fino al 2011 della Comunità montana Ponente Savonese. Dal 2014 al 2016 ha fatto parte dell'Unione dei comuni della Riviera delle Palme e degli ulivi.

### Simboli
Stemma
Gonfalone

Lo stemma e il gonfalone sono stati concessi con decreto del presidente della Repubblica n. 1833 del 1º giugno 1977.

## Monumenti e luoghi d'interesse

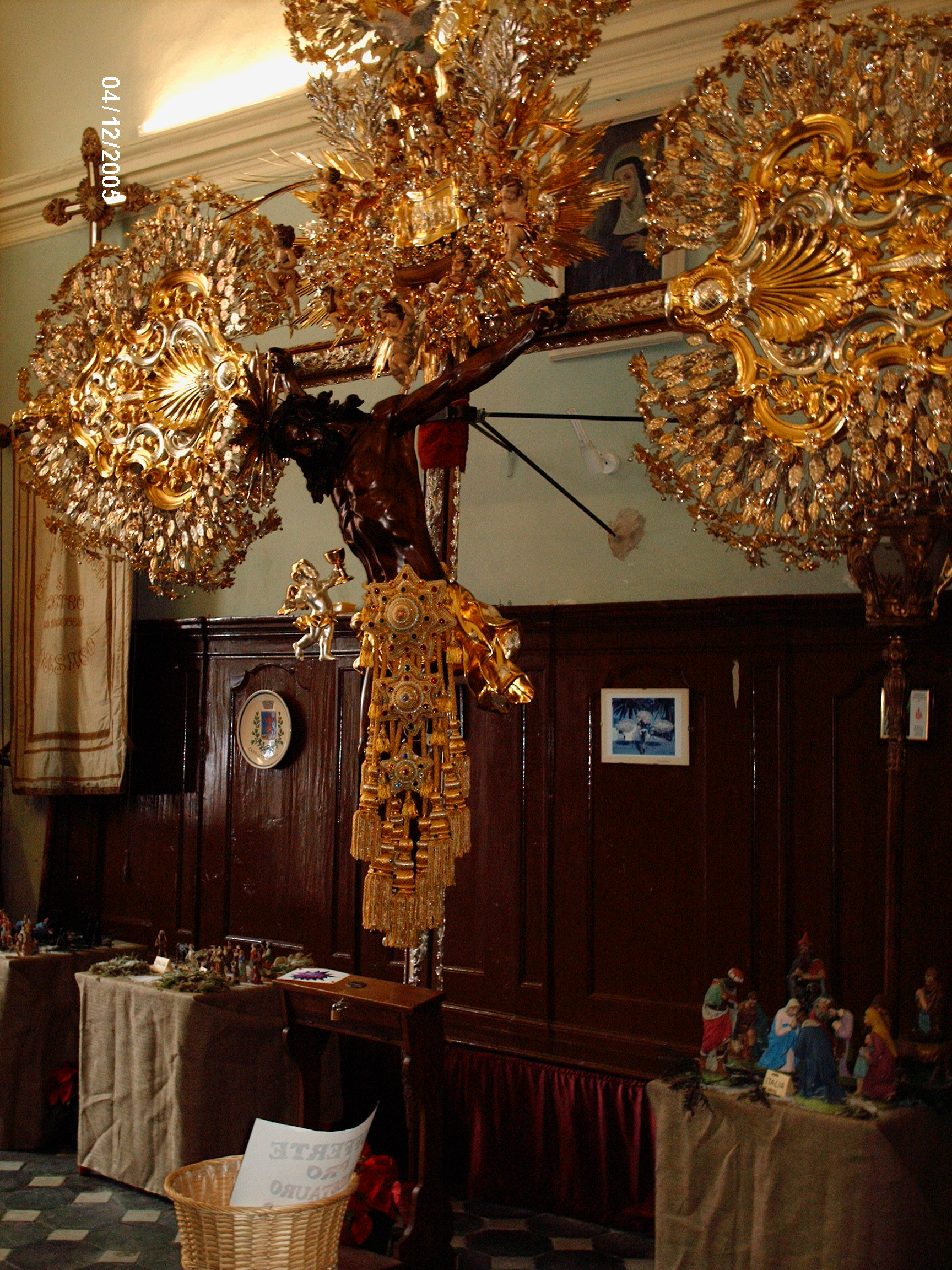
Il Cristo moro di Boissano

### Architetture religiose
- Chiesa parrocchiale di Santa Maria Maddalena nella frazione capoluogo di Piazza. Consacrata nel 1595[12], è affiancata dalla torre campanaria del XVIII secolo[12]. L'interno dell'edificio è stato affrescato nel 1874 dal pittore Luigi Sacco[12] e custodisce il tabernacolo marmoreo datato al 1594[12], quest'ultimo proveniente dalla medievale certosa dei monaci benedettini di Toirano, e una statua di Santa Maria Maddalena attribuita allo scultore Gio Batta Maragliano[13] incaricato nel 1750 (appartenente alla scuola di Anton Maria Maragliano[12], la cui fama all'inizio del 1700 era diffusa, soprattutto in Liguria, motivo per cui molti paesi volevano ornare le loro chiese ed oratori con una statua proveniente almeno dalla sua bottega[13]).
- Oratorio di San Pietro in Vincoli, adiacente alla chiesa principale del paese. Di origine trecentesca, ma rivisto nelle forme architettoniche barocche nel corso del XVII secolo[12], conserva al suo interno le statue di San Pietro in Vincoli, Santi Cosma e Damiano e San Rocco. L'oratorio, già sede del primo "parlamento locale" di Boissano[12], è sede dell'omonima confraternita; all'interno dell'oratorio sono presenti diversi crocifissi processionali.
- Cappella di San Pietro dei Monti, lungo l'antico tracciato della via del Sale. Edificata nel corso del XIV secolo dai benedettini[12] presso il Monte Ravinet (1061 m), presenta pregiati affreschi al suo interno.
- Cappella di San Pietrino lungo la stessa mulattiera. Secondo la tradizione venne costruita quando fu contestato dagli abitanti di Toirano il diritto alla gente di Boissano di recarsi in pellegrinaggio il primo di agosto al cenobio benedettino di S. Pietro in Varatella. Nacque così l'idea di costruire sulla collina, in una magnifica posizione, una chiesa dedicata al loro antico protettore. Secondo alcune fonti la prima pietra  dell'edificio fu posta in epoca napoleonica su un terreno di proprietà della famiglia Molle in regione Prato. La chiesa fu completata tra il 1829 e il 1830 grazie alle donazioni degli emigranti boissanesi di Gibilterra[12]. Si presenta ad unica navata e con due altari laterali. I muri sono di pietra a vista senza intonaco con un alto portale affiancato da due finestre quadrate ed un oculo quadrilobato sopra il portale. La chiesa è priva di campanile, sostituito da una piccola campana sulla facciata lato mare.
- Cappella di San Sebastiano nella frazione di Mogli, risalente al XV secolo[12] con piccolo campanile a vela.
- Cappella di Nostra Signora delle Grazie (o "del Pozzo") in borgata Pozzo. Dell'esistenza di questa cappella si ha notizia dal 1680: "una cappelletta con un'impronta (dipinto) della B.V. Maria, ove in tempo di peste e di contagio si fa la guardia, perché è strada per la marina[14]". Ogni anno, come da tradizione, in occasione del Corpus Domini si tiene una processione, che dalla Parrocchia di Santa Maria Maddalena giunge alla Cappella di N.S. del Pozzo. L'usanza vuole che in quel tratto si posizionino vasi fioriti su davanzali, porte, cantine e si gettino lungo la strada petali di fiori, in origine ginestre, a formare un lungo tappeto che viene attraversato dal baldacchino.

### Architetture civili
- Palazzo Durante nella frazione capoluogo di Piazza, sede del municipio.

### Aree naturali
Tra i territori comunali di Boissano, Bardineto, Bormida, Calizzano, Castelvecchio di Rocca Barbena, Giustenice, Loano, Magliolo, Osiglia, Pietra Ligure, Rialto e Toirano è presente e preservato un sito di interesse comunitario, proposto dalla rete Natura 2000 della Liguria, per il suo particolare interesse naturale, faunistico e geologico. Il sito è collocato nell'area boschiva tra il monte Carmo di Loano e il monte Settepani in cui insistono foreste, praterie, versanti rupestri, cavità di interesse speleologico e formazioni carsiche; nella stessa area è presente la Foresta regionale della Borbottina. Oltre alle zone boschive comprensivi di faggi, pini silvestri e abeti bianchi, sono segnalate le presenze del rododendro, del ginepro nano del Bric dell'Agnellino, la campanula di Savona (Campanula sabatia), la genziana ligure (Gentiana ligustica), le orchidee, la primula marginata (Primula marginata), lo zafferano ligure (Crocus ligusticus) e l'arnica montana (Arnica montana). Tra le specie animali il pesce sanguinerola (Phoxinus phoxinus) e il gambero di fiume (Austropotamobius pallipes); tra i mammiferi il gatto selvatico (Felis silvestris) e alcuni rinolofi della specie dei chirotteri (Rhinolophus ferrumequinum, Rhinolophus euryale, Rhinolophus hipposideros).

## Società

### Evoluzione demografica
Abitanti censiti

### Etnie e minoranze straniere
Secondo i dati Istat al 31 dicembre 2019, i cittadini stranieri residenti a Boissano sono 108, così suddivisi per nazionalità, elencando per le presenze più significative:
1. Albania, 29
2. Romania, 25

## Geografia antropica
Il territorio comunale è costituito dalle contrade storiche di Baroni, Berruti, Bonfanti, Bosseri, Cavi, Gandarini, Gandolfi, Mogli, Piazza, Pogli, Pozzo e Sottani; fanno altresì parte quei nuclei più moderni quali Buragi, Colle, Fornaci, Ginestre, Losano, Marici, Morteo e Rive per una superficie territoriale di 8,35 km²..
Confina a nord con il comune di Bardineto, a sud con Borghetto Santo Spirito, ad ovest con Toirano e ad est con Pietra Ligure e Loano.

## Cultura

### Eventi

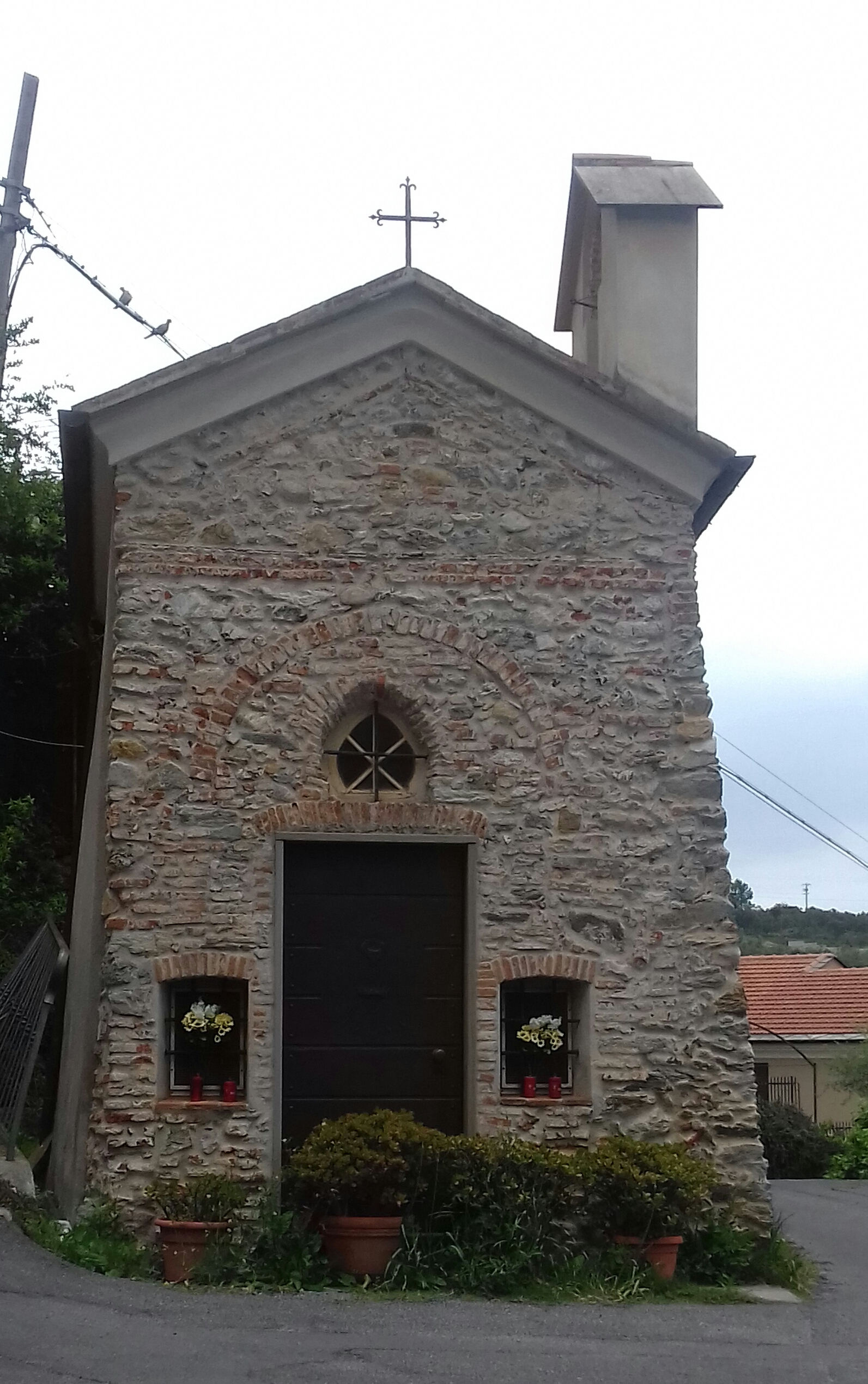
La cappella di Nostra Signora delle Grazie in contrada Pozzo

Una storica processione religiosa che si tiene nel mese di giugno è in occasione della domenica del Corpus Domini. Nella tradizione della comunità contadina boissanese, in tale ricorrenza l'usanza è quella di spargere petali di fiori, originariamente ginestre, lungo il percorso della processione, che va dalla chiesa parrocchiale di Santa Maria Maddalena sino alla cappella di Nostra Signora delle Grazie in contrada Pozzo. Un'infiorata cui si accompagna l'esposizione di vasi fioriti sui davanzali e sulle porte di case e cantine.

## Economia
Basa la propria economia sulle attività agricole, come la coltivazione dell'ulivo e della vite. Altre attività economiche sono la produzione di legname e l'allevamento di bestiame.

## Infrastrutture e trasporti

### Strade
Il territorio di Boissano è attraversato principalmente dalla strada provinciale 25 che permette il collegamento con Toirano, ad ovest, e Loano ad est.

## Amministrazione
Elenco dei sindaci di Boissano dal 1818 al 1929. Tra il 1929 e il 1946 il comune di Boissano fu soppresso e accorpato come frazione del comune di Toirano.
| Periodo | Periodo | Primo cittadino                    | Partito                    | Carica                   | Note |
| ------- | ------- | ---------------------------------- | -------------------------- | ------------------------ | ---- |
| 1818    | 1819    | Pietro G. Polla                    |                            | Sindaco                  |      |
| 1820    | 1821    | Pietro Durante                     |                            | Sindaco                  |      |
| 1822    | 1823    | Giacomo Molle                      |                            | Sindaco                  |      |
| 1824    | 1825    | Giuseppe Polla                     |                            | Sindaco                  |      |
| 1826    | 1827    | Pietro Durante                     |                            | Sindaco                  |      |
| 1828    | 1829    | Gio Batta Polla                    |                            | Sindaco                  |      |
| 1830    | 1831    | Giacomo Polla                      |                            | Sindaco                  |      |
| 1832    | 1835    | Giacomo Molle                      |                            | Sindaco                  |      |
| 1836    | 1837    | Pietro Durante                     |                            | Sindaco                  |      |
| 1838    | 1840    | Giacomo Bossero                    |                            | Sindaco                  |      |
| 1841    | 1846    | Gio Batta Polla                    |                            | Sindaco                  |      |
| 1847    | 1849    | Andrea Molle                       |                            | Sindaco                  |      |
| 1850    | 1852    | Pietro Giuseppe Polla              |                            | Sindaco                  |      |
| 1853    | 1863    | Bartolomeo Coxe                    |                            | Sindaco                  |      |
| 1864    | 1872    | Nicolò Polla                       |                            | Sindaco                  |      |
| 1872    | 1872    | Luigi Gandolfo                     |                            | Sindaco                  |      |
| 1873    | 1873    | Prospero Gandolfo                  |                            | Sindaco facente funzioni |      |
| 1873    | 1877    | Giacomo Durante                    |                            | Sindaco                  |      |
| 1878    | 1880    | Prospero Gandolfo                  |                            | Sindaco                  |      |
| 1878    | 1880    | Prospero Gandolfo                  |                            | Sindaco                  |      |
| 1881    | 1887    | Felice Polla                       |                            | Sindaco                  |      |
| 1888    | 1891    | Pietro Molle                       |                            | Sindaco                  |      |
| 1891    | 1891    | Lorenzo Cavo (e altri)             |                            | Sindaco facente funzioni |      |
| 1891    | 1892    | Felice Polla                       |                            | Sindaco                  |      |
| 1893    | 1893    | Paolo Molle (e altri)              |                            | Sindaco facente funzioni |      |
| 1894    | 1902    | Pietro Molle                       |                            | Sindaco                  |      |
| 1902    | 1902    | Giuseppe Cappellini Vincenzo Rocca |                            | Sindaci facente funzioni |      |
| 1903    | 1905    | Pietro Molle                       |                            | Sindaco                  |      |
| 1905    | 1910    | Vincenzo Rocca                     |                            | Sindaco                  |      |
| 1910    | 1913    | Felice Polla                       |                            | Sindaco                  |      |
| 1913    | 1918    | Gio Batta Coxe                     |                            | Sindaco                  |      |
| 1919    | 1926    | Giovanni Gandolfo                  |                            | Sindaco                  |      |
| 1926    | 1926    | Vincenzo Rocca                     |                            | Commissario prefettizio  |      |
| 1926    | 1929    | Vincenzo Rocca                     | Partito Nazionale Fascista | Podestà                  |      |

| Periodo         | Periodo         | Primo cittadino           | Partito                       | Carica                  | Note   |
| --------------- | --------------- | ------------------------- | ----------------------------- | ----------------------- | ------ |
| 1947            | 1947            | Vittorio Durante          |                               | Commissario prefettizio |        |
| 1947            | 1949            | Giovanni Battista Berruti |                               | Sindaco                 |        |
| 1949            | 1956            | Giovanni Coxe             |                               | Sindaco                 |        |
| 1956            | 1964            | Roberto Berruti           |                               | Sindaco                 |        |
| 1964            | 1972            | Paolo Polla               |                               | Sindaco                 |        |
| 1972            | 1974            | Letterio Giordano         |                               | Sindaco                 |        |
| 1975            | 1980            | Giuseppe Colombo          |                               | Sindaco                 |        |
| 1980            | 1986            | Francesco Cenere          |                               | Sindaco                 |        |
| 28 maggio 1985  | 30 maggio 1990  | Franco Berruti            | Democrazia Cristiana          | Sindaco                 |        |
| 30 maggio 1990  | 24 aprile 1995  | Franco Berruti            | Democrazia Cristiana          | Sindaco                 |        |
| 24 aprile 1995  | 10 ottobre 1997 | Nicolò Polla              | lista civica di centro        | Sindaco                 | [ 22 ] |
| 10 ottobre 1997 | 24 maggio 1998  | Rinaldo Bollorino         |                               | Vicesindaco             | [ 23 ] |
| 25 maggio 1998  | 28 maggio 2002  | Nicolò Polla              | lista civica                  | Sindaco                 |        |
| 28 maggio 2002  | 29 maggio 2007  | Francesco Cenere          | lista civica                  | Sindaco                 |        |
| 29 maggio 2007  | 7 maggio 2012   | Rita Olivari              | Boissano viva (lista civica)  | Sindaco                 |        |
| 7 maggio 2012   | 12 giugno 2017  | Rita Olivari              | Boissano viva (lista civica)  | Sindaco                 |        |
| 12 giugno 2017  | 13 giugno 2022  | Rita Olivari              | Boissano viva (lista civica)  | Sindaco                 |        |
| 13 giugno 2022  | in carica       | Paola Devincenzi          | Boissano unita (lista civica) | Sindaco                 |        |

## Sport
Lo sport praticato principalmente a Boissano è l'atletica leggera. Il campo di atletica di Boissano è stato costruito nel 2011 ed è uno dei principali nell'ambito dell'atletica regionale. In ambito calcistico tra gli anni settanta e ottanta si affermò, nei campionati dilettantistici del savonese, la Boissano Toirano Calcio dai colori biancorossi, la quale si sciolse in seguito alle difficoltà di gestione. Successivamente fu fondata una squadra di calcio a 7.
Da Boissano parte la tappa n. 20 (che giunge a Finalborgo) del Sentiero Liguria, percorso che si snoda per 675 km di sentieri da Luni a Ventimiglia e prevede 30 tappe in 4 aree territoriali.
Boissano, attraverso un protocollo di intesa che vede capofila il Comune di Toirano, è entrato a far parte del distretto turistico outdoor denominato 'Varatella Trail Area'.